# Festuca humbertii
Festuca humbertii là một loài thực vật có hoa trong họ Hòa thảo. Loài này được Litard. & Maire mô tả khoa học đầu tiên năm 1926.